# Castlevania Puzzle: Encore of the Night
Castlevania Puzzle: Encore of the Night — это головоломка из серии Castlevania, в которой участвуют Алукард и другие персонажи Castlevania: Symphony of the Night, созданная для iOS. Она пересказывает историю Symphony of the Night. Она имеет ролевую игровую систему и обновленные спрайты. Игра вышла на iOS 21 июля 2010 года, а для Windows Phone — 18 января 2011 года.

## Отзывы
Игра получила 7.4 / 10 от IGN и A- от 1up.com. Тим Тури из Game Informer назвал её «игрой в пазлы» на своем iPhone отчасти из-за использования спрайтов Symphony of the Night.